# 博氏辛普遜鱂
博氏辛普遜鱂，為輻鰭魚綱鯉齒目鰕鱂亞目溪鱂科的其中一種，為熱帶淡水魚，被IUCN列為易危保育類動物，分布於南美洲巴西巴拉那河上游流域，體長可達5.5公分，棲息在底中層水域，生活習性不明，可做為觀賞魚。

## 擴展閱讀
維基物種上的相關：博氏辛普遜鱂